# Stefan Scriggins
Stefan James Scriggins (Leicester, Reino Unido, 17 de abril de 1970) es un deportista australiano que compitió en boxeo. Ganó una medalla de bronce en el Campeonato Mundial de Boxeo Aficionado de 1991, en el peso wélter.
En octubre de 1992 disputó su primera pelea como profesional. En su carrera profesional tuvo en total 19 combates, con un registro de 13 victorias y 6 derrotas.

## Palmarés internacional
| Campeonato Mundial | Campeonato Mundial | Campeonato Mundial | Campeonato Mundial |
| Año                | Lugar              | Medalla            | Categoría          |
| ------------------ | ------------------ | ------------------ | ------------------ |
| 1991               | Sídney (Australia) | Medalla de bronce  | 67 kg              |